# Torpes de Pisa
San Torpes de Pisa (Torpetes, Tropesius, en latín; Saint Torpès o Saint Tropez, en francés; Torpete, Torpes, Torpè en italiano; d. 65 d. C.) fue un mártir y santo cristiano. Su leyenda se estableció durante las persecuciones del emperador Nerón. Muchos de los hechos atribuidos a su obra son considerados irreales.
Poco se conoce de su vida y se menciona por primera vez en el siglo IX.

## Leyenda
Según la leyenda, Torpes era un gladiador o caballero durante la época del emperador Nerón, o jefe de la guardia personal del emperador  Su nombre completo era Caïus Silvius Torpetius y era nativo de Pisa.
Torpes se convirtió al cristianismo después de haber sido convertido por San Pablo. Torpes profesó su fe durante una ceremonia en la que se rebeló contra Nerón por considerar que Diana no era la creadora del universo y después considerarse cristiano. Nerón no quería matar a Torpes de inmediato y en su lugar le pidió a su asistente que le convenciera de renunciar a su fe. Cuando Torpes se negó a hacerlo, Nerón le mandó decapitar. Otra variante de la leyenda es que Torpetes abandonó Roma y viajó a Pisa, pero fue reconocido como un cristiano por el prefecto local, Satellicus, que le ejecutó.

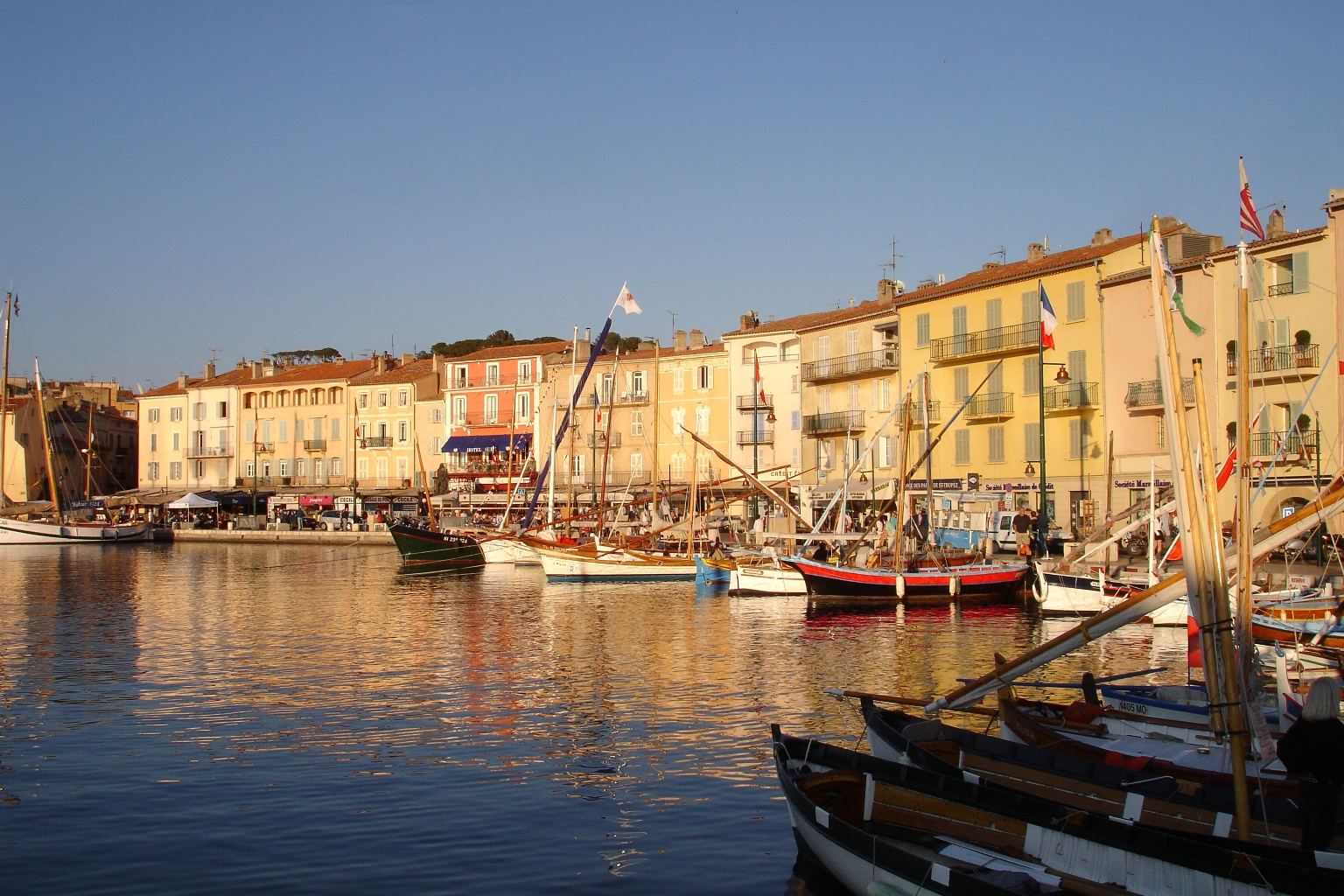
Saint-Tropez "Le Vieux Port" (puerto viejo)

La cabeza de Torpetes fue lanzada al Arno (y más tarde fue reclamada por Pisa). Su cuerpo fue colocado en un barco abandonado con un gallo y un perro, que habían sido puestos allí para alimentarse del cuerpo del santo. El barco flotó hacia Liguria.
Una santa mujer llamada Celerina (Célèrine, en francés) tuvo una premonición, en un sueño, de la llegada del cuerpo del santo. El barco llegó a la ubicación actual de Saint-Tropez, donde vivía Celerina, no muy lejos del cementerio de los marineros. El cuerpo estaba intacto. El gallo se fue volando hacia el pueblo más tarde llamado Cogolin y el perro se dirigió hacia el pueblo llamado más tarde en su honor Grimaud. 
La gente del lugar llamaron Saint-Tropez a su pueblo en honor a él. Sus reliquias se transportaron al mar en un barco pequeño, igual que otras leyendas de los santos de la región, tales como Santa Reparata y Santa Devota. Lugares en las costas de España y Portugal también se declararon los lugares donde había arribado el barco de San Torpetes. Torpetes fue venerado en Pisa, Génova y Portugal. También es considerado patrón de los marineros. 

## Veneración

Torpes en el escudo de armas de Saint-Tropez

La primera iglesia en Pisa dedicada en su honor data del siglo XI. El código civil de la República de Pisa de 1284 estableció que el 29 de abril fuese la festividad del santo. En Génova, donde fue importado el culto de Torpetes por los comerciantes pisanos, la iglesia de San Torpete está dedicada al santo.
En Saint-Tropez, su  busto es llevado en honor durante la Les Bravades des Espagnols, una celebración religiosa y militar que conmemora la victoria de las milicias tropezianas sobre el imperio español en 1637.